# Route der Industriekultur – Auf dem Weg zur blauen Emscher

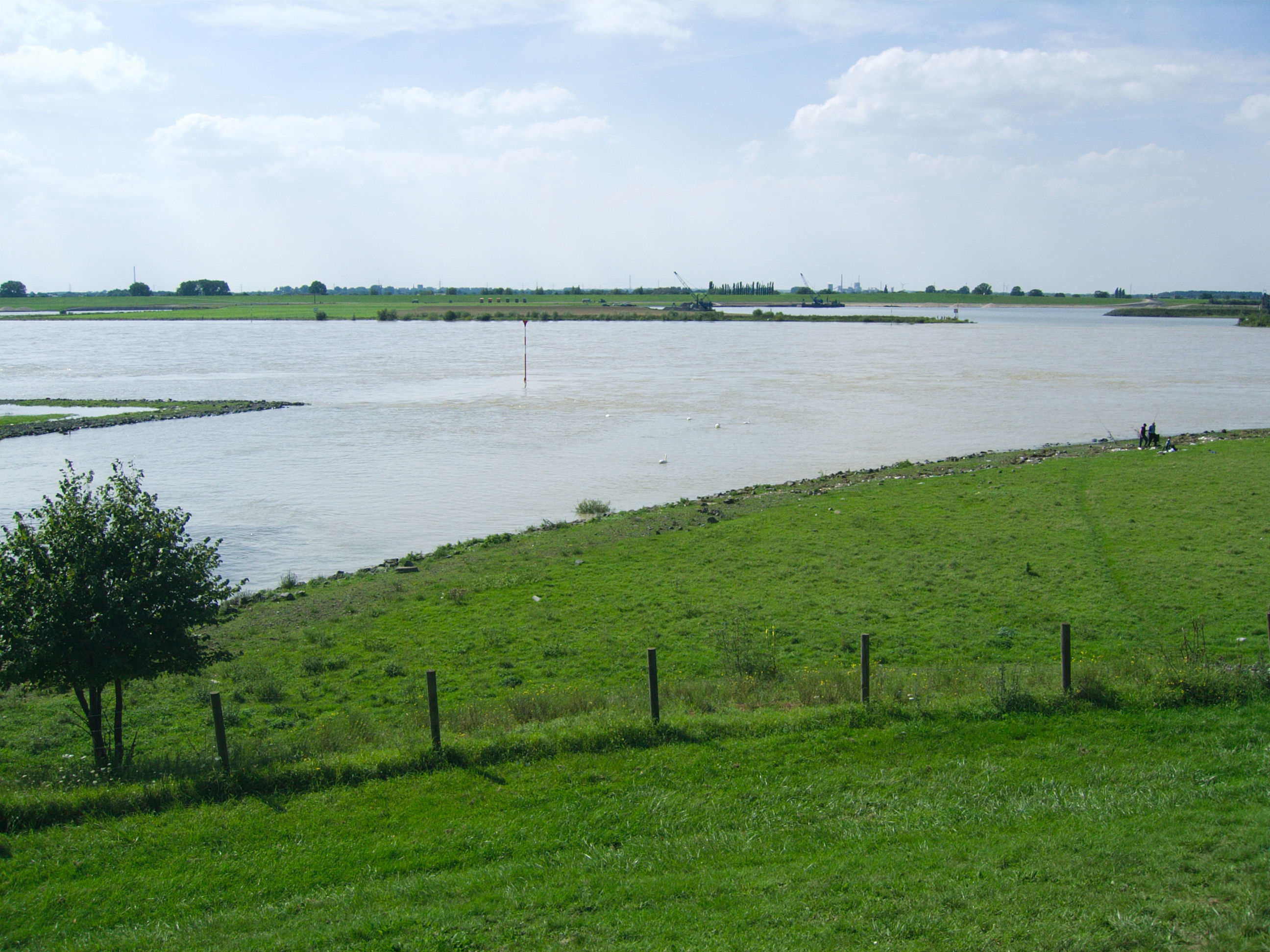
Die Emschermündung in den Rhein bei Dinslaken

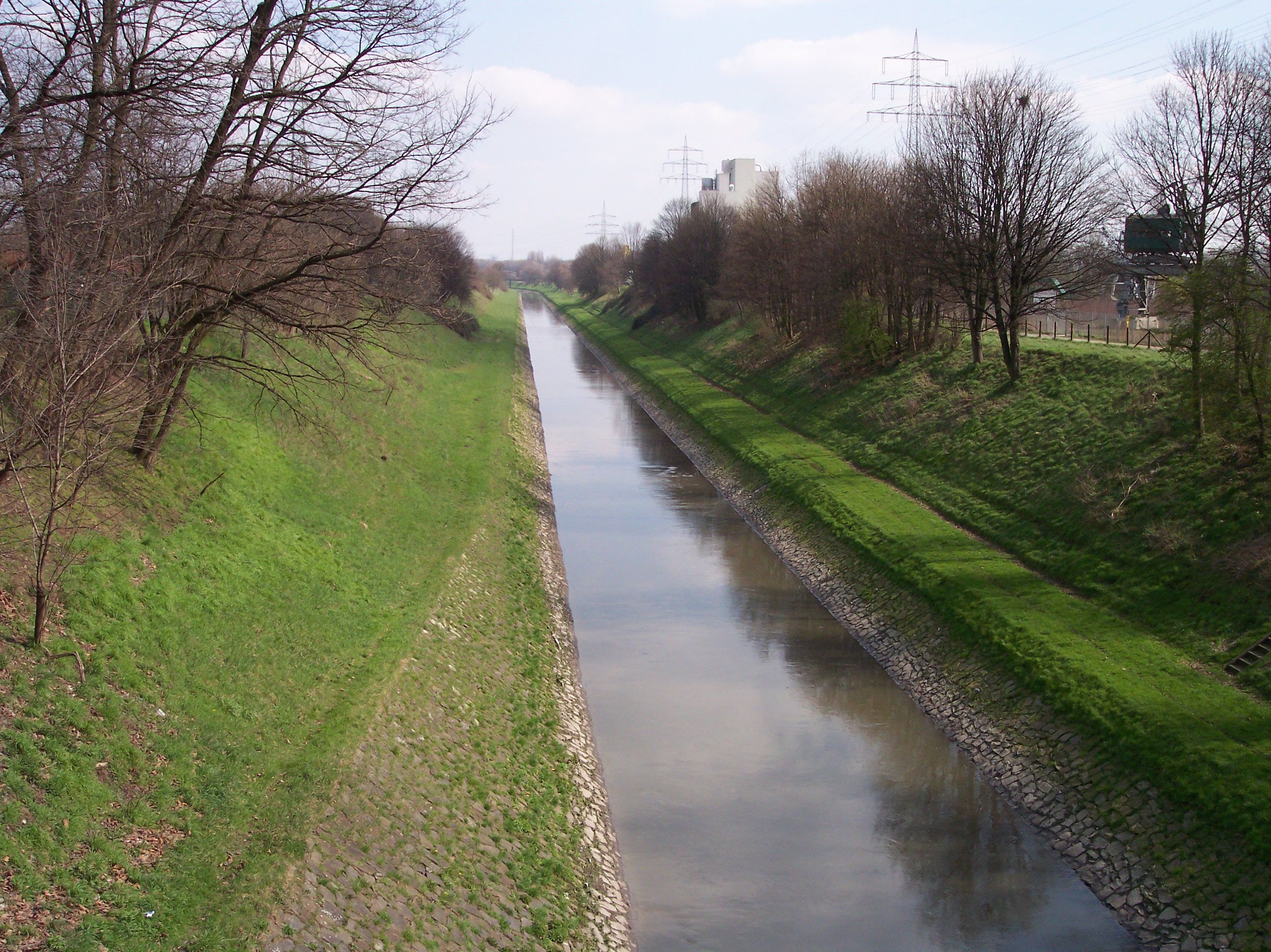
Die Emscher in Recklinghausen

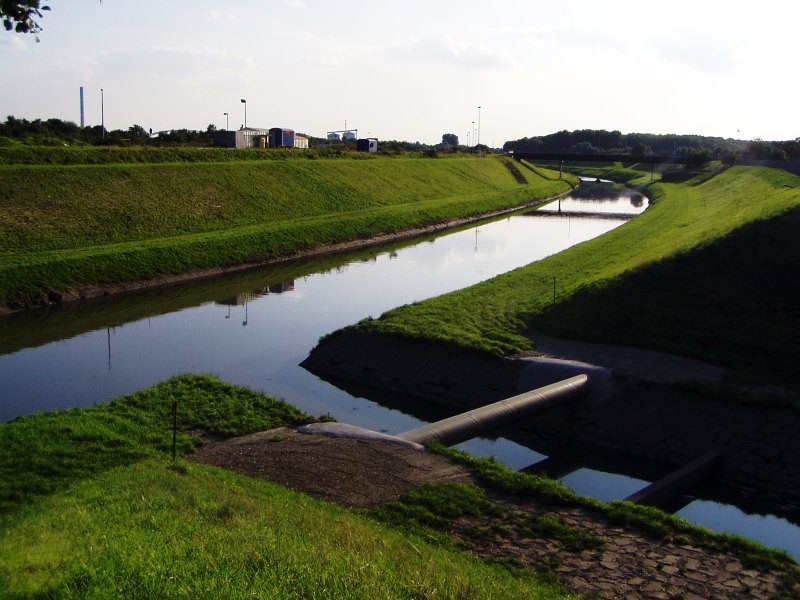
Die (ehemalige) Boye-Mündung

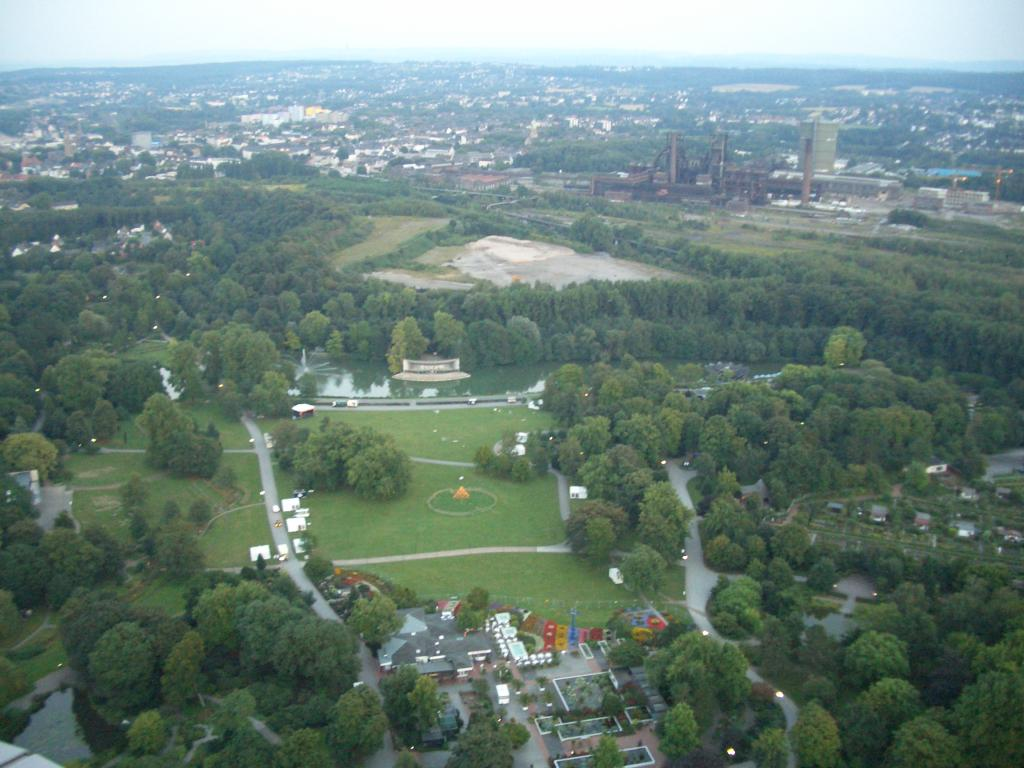
Der Westfalenpark vom Florianturm aus gesehen

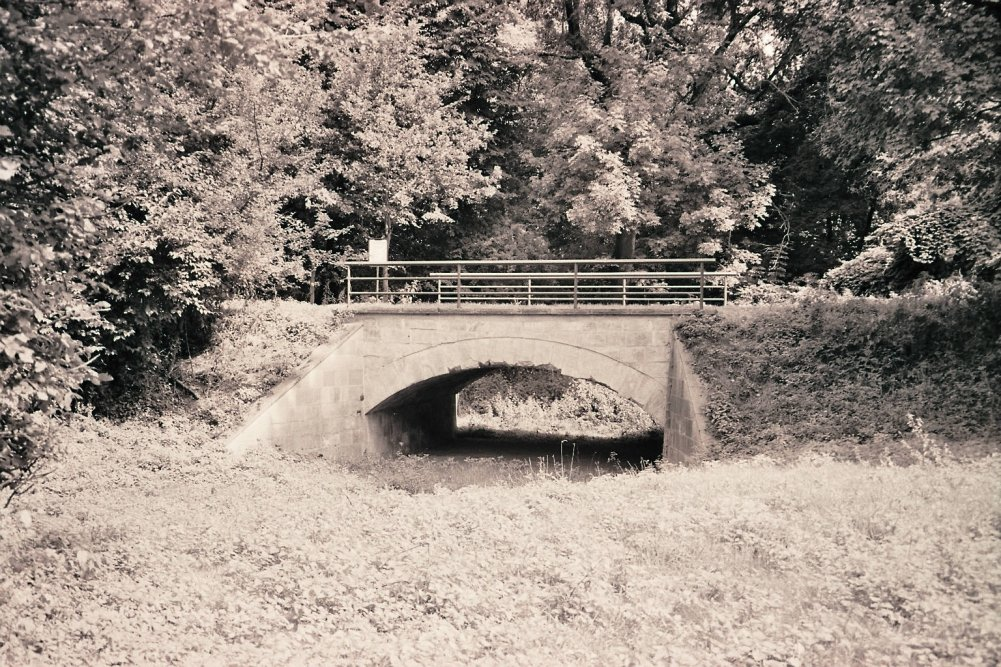
Die Fleuthe-Brücke im Verlauf der „Gahlenschen Straße“

Auf dem Weg zur blauen Emscher ist der Name der Themenroute 13 der Route der Industriekultur.
Die Emscher ist die Mutter aller Köttelbecken, wie die kanalisierten Bäche und Flüsse des Ruhrgebiets im Volksmund genannt werden. Der geschundene Fluss wurde begradigt, um die ungeklärten Abwässer der Bergbaus, der Industrie und der Kommunen schnell in den Rhein abtransportieren zu können. Durch die Bergsenkungen muss auf ewige Zeiten eine Vielzahl von Nebenflüssen in die Emscher hochgepumpt werden. Die Emschergenossenschaft bemüht sich, den Fluss im Rahmen des Projekts Umbau des Emschersystems wieder – so weit möglich – zu renaturieren. Die Themenroute beleuchtet diese Bemühungen. Es folgt eine Beschreibung der hier zu besichtigenden Sehenswürdigkeiten.
- Alte Emscher im Landschaftspark Duisburg-Nord
- Pumpwerk Alte Emscher
- Pumpwerk Schwelgern
- Pumpwerk Schmidthorst
- Kleine Emscher
- Klärwerk Emschermündung
- Emschermündung
- Kleine Emscher am Grünen Pfad
- Läppkes Mühlenbach
- Kläranlage Bottrop
- Boye
- Pumpwerk Gelsenkirchen-Horst im Nordsternpark
- Fleuthe-Brücke
- Deininghauser Bach
- Emscher-Düker
- Pumpwerk Nettebach
- Ehemaliges Emscherpumpwerk Huckarde
- Emscherbrücke Parsevalstraße/Lindberghstraße
- Kläranlage Dortmund-Deusen
- Pumpwerk Evinger Bach
- Dellwiger Bach
- Emscher am Westfalenpark
- Emscher Oberlauf
- Emscherquelle

siehe auch: Emscherland